# Sindroom
Sindroom is een kunstwerk op het Transvaalplein in de Tilburgse wijk Oerle. Het kunstwerk is ontworpen door de Zuid-Afrikaanse kunstenares Doreen Southwood en bestaat uit een schommel met een van de zitjes in de lucht en een bronzen beeld van de jongere versie van de kunstenares.
Sindroom symboliseert de onwetendheid van de kunstenares tijdens haar jeugd over de Apartheid in Zuid-Afrika: het meisje kijkt recht vooruit, waardoor zij het schommelzitje, waardoor ze geraakt zal worden, niet aan ziet komen.
In 2004 werd bedacht om in Tilburg een beeld van een Zuid-Afrikaanse kunstenaar te plaatsen vanwege de stedenband met de Zuid-Afrikaanse gemeente Lekoa Vaal. Drie Zuid-Afrikaanse kunstenaars, waaronder Doreen Southwood, werden uitgenodigd om een kunstwerk te ontwerpen. Tilburgs kunstenaar Rob Moonen coördineerde het project. Shouthwoods ontwerp werd uiteindelijk gekozen.
Sindroom werd op 21 maart 2007 onthuld, op de Internationale Dag voor de Uitbanning van Rassendiscriminatie.